# Schwarzer Einser

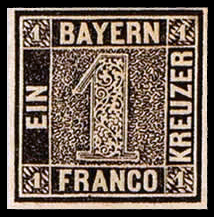
Schwartzer Einser

Schwarzer Einser, uitgegeven op 1 november 1849 was de eerste postzegel van Beieren en daarmee van geheel Duitsland. Het is een cijferzegel. De naam werd vrijwel onmiddellijk aan de zegel gegeven op grond van de kleur zwart en het grote cijfer als waarde aanduiding van 1 kreuzer.
Audrey Hepburn-postzegel · Baden 9 kreuzer kleurfout blauwgroen · Bazeler duif · Benjamin Franklin 1c Z-grill · British Guiana 1c magenta · Curtiss Jenny kopstaand · Gele dom · HMS Glasgow foutdruk · Omgekeerde Dendermonde · Penny Black · Post Office Mauritius · Rode Mercurius · Sachsendreier · Schwarzer Einser · Tre skilling banco geel